# Jazda Polska
Jazda Polska – program stacji TVN Turbo prowadzony przez Jakuba Bielaka.
Prowadzący w żartobliwy i dość kąśliwy sposób ocenia, jak jeżdżą polscy kierowcy – analizuje ich drogowe popisy i śmiałe manewry. Głównym elementem programu jest jednak nie wykpienie nieudolności Polaków za kierownicą, ale przyczynienie się do poprawy bezpieczeństwa na drogach. Odcinki „Jazdy polskiej” zawierają praktyczne porady, podane w przystępnej i zrozumiałej formie. 
W cyklu Fakty i mity ukazane są ze różne stereotypy. Obalane zostają spiskowe teorie dziejów i udowadniane jest, że nie należy wierzyć informacjom niepewnym i zasłyszanym. W programie można dowiedzieć się sporo informacji o fotoradarach, CB radiu, jeździe na podwójnym gazie i magicznych specyfikach usprawniających pracę silnika.
Made in Poland – stały punkt programu polegający na prezentacji wynalazków. Program ukazuje nietypowe twory powstałe na bazie Polonezów, Fiatów, Syren i Maluchów. Są to często groteskowe konstrukcje, które czasem przybierają formę prawdziwych perełek.